# THE AGIT
《THE AGIT》는 SM TOWN의 소극장 규모의 라이브 콘서트 브랜드로, SM 아티스트들만의 아지트로 팬들을 초대한다는 의미를 담고 있다.

## 제작
- 주최 : SM엔터테인먼트
- 주관 : 드림메이커
- 후원 : YES24